# Sarlós ajkú molyfélék
A sarlós ajkú molyfélék (Gelechiidae) a valódi lepkék (Glossata) alrendjébe tartozó sarlós ajkú molyszerűek (Gelechioidea) öregcsaládjának névadó családja.

## Elterjedésük, fajaik
Az egész Földön elterjedt családnak körülbelül 5000 faját ismerjük, és bizonyos, hogy a lepkék szempontjából feltáratlan trópusi területeken még számos további faj várja leíróját.
Magyarországon 2005-ben 245 fajukat ismertük; ezek közül fontosabbak:
- mezei gabonamoly (Sitotroga cerealella Olivier, 1789)
- nagy rügysodrómoly (Recurvaria leucatella Clerck, 1759)
- kis rügysodrómoly (Recurvaria nanella Denis et Schiffermüller, 1775)
- barackmoly (avagy barackrágó sarlósmoly, Anarsia lineatella Zeller, 1839)
- répaaknázó moly (Scrobipalpa ocellatella = Gnorimoschema ocellatella Boyd, 1858)
- fenyőtű-borzasmoly (avagy fenyőtű-aknázómoly, Coleotechnites piceaella Kearfott, 1903)

## Életmódjuk, élőhelyük
A legtöbb faj hernyói különféle növényekben élnek, de egyes nemzetségek hernyói növényi hulladékkal és törmelékkel táplálkoznak. A lepkék főként éjszaka repülnek, a mesterséges fény vonzza őket (Mészáros, 2005).

## Rendszertani felosztásuk
Rendszerezésük máig nem egyértelmű. Általánosan öt alcsaládjukat különítik el, de ezeken kívül még meglehetősen sok, alcsaládba nem sorolt nem marad. Ezek számának csökkentésére különböző rendszertanászok kísérleteznek egy-egy hatodik alcsalád bevezetésével, mint például:
- Apatetrinae,[2]
- Anomologinae;[3]

ezekben azonban nincs közmegegyezés. A Chelariinae alcsaládot egyes rendszerek nem ismerik el önálló taxonnak, hanem a Dichomeridinae alcsalád részének tekintik.
Mi a családot a FUNET rendszerének 2013-as állapotát követve tagoljuk.

## Névváltozatok
- sarlósajkú molyok[5]
- sarlósajkú-molylepkefélék[6]

- sarlósajkúmoly-félék[7]